# Oh d'Éole
Oh d'Éole (née le 12 avril 2002) est une jument de robe noire, appartenant au stud-book du Selle français, montée en saut d'obstacles par les cavaliers McLain Ward, Michel Robert, Kevin Staut, et Grégory Wathelet. C'est une fille de Kannan.

## Histoire
Oh d'Éole naît le 12 avril 2002 à l'élevage de Patricia Bizot, à Grandcamp-Maisy dans le Calvados, en Normandie.
Elle se qualifie en finale du cycle classique des jeunes chevaux de saut d'obstacles de 5 et 6 ans. Elle perce à haut niveau avec l'Allemand Marc Bettinger, remportant avec lui le championnat d'Allemagne de saut d'obstacles élite, après de bons résultats début 2012.
Elle est ensuite montée par McLain Ward, Michel Robert, Kevin Staut, enfin par le Belge Grégory Wathelet.
Elle est mise à la retraite en août 2016, à 14 ans, Grégory Wathelet déclarant qu'elle est encore en pleine forme, mais a perdu la motivation pour concourir sur des épreuves à 1,50 m - 1,55 m.

## Description
Oh d'Éole est une jument de robe noire, inscrite au stud-book du Selle français, en section B. Grégory Wathelet la décrit comme doté d'un respec d'une d'intelligence des barres fantastiques, mais en contrepartie d'un fort caractère, qui s'est néanmoins adouci avec l'âge. 

## Palmarès
Elle atteint un Indice de saut d'obstacles (ISO) de 176 en 2013.
- 12 avril 2015 : 4e du Grand Prix du saut Hermès, à 1,60 m[1]

## Origines
Oh d'Éole est une fille de l'étalon Kannan et de la jument Éole des Bruyères, par Papillon Rouge,. Cette dernière a concouru en saut d'obstacles jusqu'au niveau 1,40 m.

## Descendance
Oh d'Éole a donné la pouliche isis de Hus, par Baloubet du Rouet, en 2018 ; l'année suivante naît sa fille Christies de Hus Z, par Cornet Obolensky.